# Dachen
Dachen (kinesiska: 大陈, 大陈镇) är en köping i Kina. Den ligger i provinsen Zhejiang, i den östra delen av landet, omkring 87 kilometer söder om provinshuvudstaden Hangzhou.
Genomsnittlig årsnederbörd är 2 143 millimeter. Den regnigaste månaden är juni, med i genomsnitt 396 mm nederbörd, och den torraste är januari, med 70 mm nederbörd.